# سیلویو کاراریو
سیلویو کاراریو (انگلیسی: Silvio Carrario؛ زادهٔ ۳۱ اوت ۱۹۷۱) بازیکن فوتبال اهل آرژانتین است.
از باشگاه‌هایی که در آن بازی کرده‌است می‌توان به باشگاه فوتبال راسینگ کلوب آویاندا، باشگاه فوتبال بوکا جونیورز، باشگاه فوتبال لانوس، و باشگاه فوتبال آرژانتینوس جونیورز اشاره کرد.